# هانس هنريك هولم
هانس هنريك هولم (بالنرويجية البوكمول: Hans Henrik Holm)‏ هو كاتب وشاعر نرويجي، ولد في 18 يناير 1896 في أوسلو في النرويج، وتوفي في 27 سبتمبر 1980.